# Anand (stad)

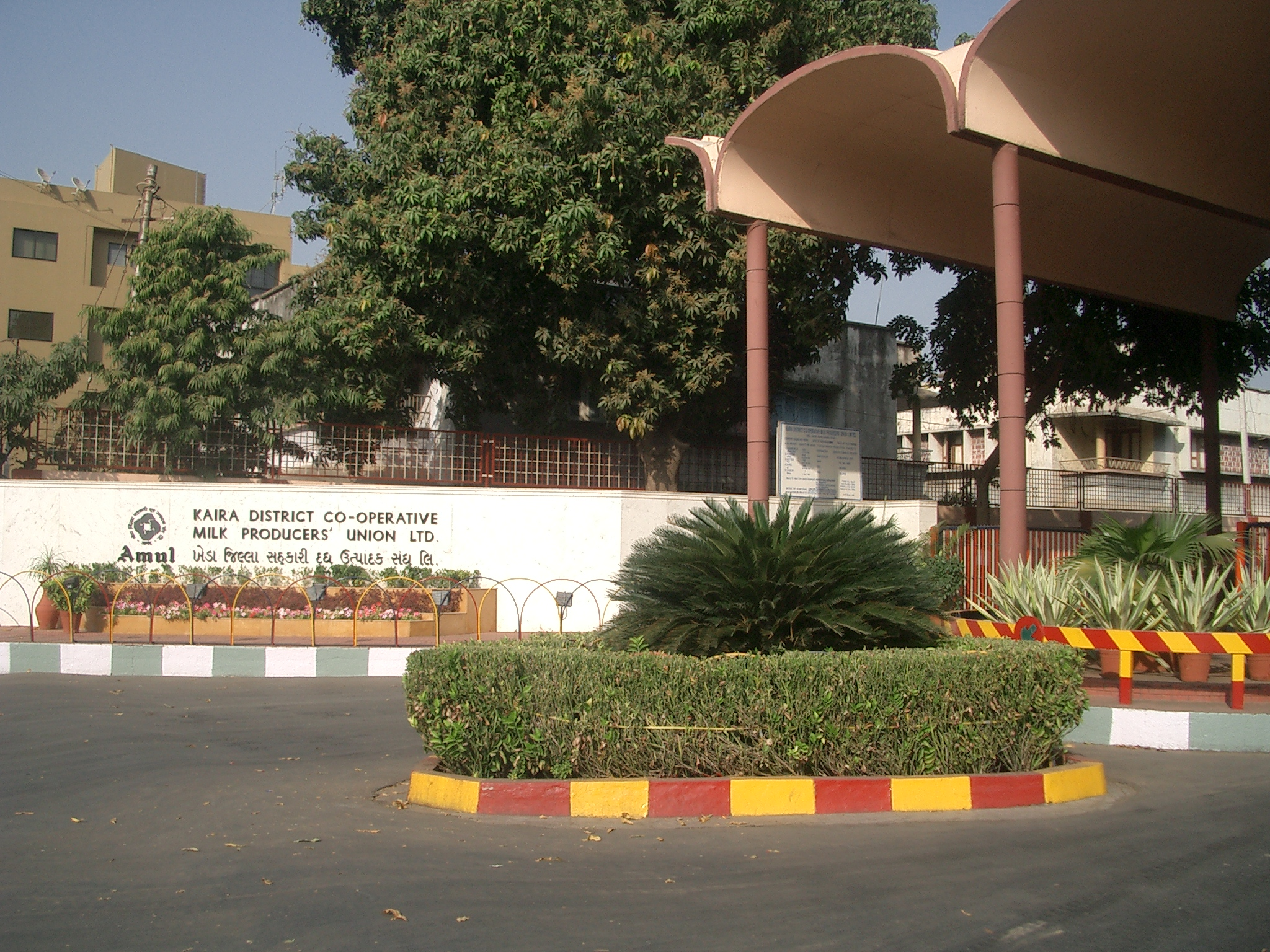
Zuivelbedrijf Amul

Anand (Gujarati: અાણંદ;Hindi: आणंद) is een stad en Nagar Palika in de Indiase staat Gujarat. Anand is de hoofdstad van het gelijknamige district. Voor 1997 behoorde de stad tot het district Kheda. De stad ligt 100 km ten zuidoosten van Gandhinagar, de hoofdstad van Gujarat. De stad Anand ligt tussen twee miljoenensteden, Ahmedabad ligt 65 km naar het noordwesten, Vadodara 35 km naar het zuidoosten. Anand zelf telde bij de census van 2011 198.282 inwoners.
Anand is een belangrijk centrum in de Indiase melk- en zuivelproductie. Naast meerdere zuivelbedrijven is het ook de zetel van de koepel van de melk- en zuivelindustrie en een stad met technische hogescholen in landbouwwetenschappen en industriële ingenieurswetenschappen.

## Demografie
Volgens de Indiase volkstelling van 2011 wonen er 198.282 mensen in Anand, waarvan 51,7% mannelijk en 48,3% vrouwelijk is. De plaats heeft een alfabetiseringsgraad van 89% (93% bij mannen, 85% bij vrouwen).